# Тиждень актуального мистецтва
Тиждень актуального мистецтва — фестиваль, покликаний пропагувати та розвивати сучасне мистецтво, регулярний майданчик для розвитку сучасного (актуального) мистецтва в Україні. «Тиждень» став важливим місцем художнього вислову як для вже знаних, так і для мало відомих митців. Розвиток та толеранція художнього вислову, розуміння важливості ролі освітньої складової, надання як і створення місця для дискусії, розмови — серед головних завдань фестивалю.
Під час фестивалю українські та іноземні митці осмислюють складні проблеми, ситуації, події що генеруються та вкорінюються у нас в результаті війни Дійсного та Ментального.

## Історія Тижня актуального мистецтва

### 2008 рік "7″ «Потенція Порожнечі» 15–21 вересня
У 2008 році темою проектів «Тижня» була «Потенція Порожнечі».

### 2009 «Б. Н.». «Б. Н.» (без назви)
«Б. Н.». «Б. Н.» — це відмова від ярликів, схем трактування; це спонукання глядача до пошуку власних алгоритмів розуміння. Упродовж «Тижня» відбулось понад 50 проєктів від більше 40 митців з України, Польщі, Франції, Швейцарії, США, Австрії, Білорусії, Австралії, Сербії. Проект поєднав перформанси, інсталяції, проекти «нових медіа», відео, кінопокази, круглі столи, лекції, дискусії та майстер-класи.

### 2010 «На межі: Абстрактне versus Реальне» 20–29.08.2010
На Фабриці повидла демонстрували відео та інсталяції, в Театрі юного глядача відбувалися Дні мистецтва перформансу та школа перформансу, а також крутили сучасний медіа-арт у проекті «МедіаДепо», в Палаці мистецтв окрім хедлайнерів «абстрактного» Василя Бажая та Тіберія Сільваші показали авторські проекти й провели міжнародний симпозіум «Сила мистецтва», присвячений польсько-українському колекціонерському досвіду. В Львівській галереї мистецтв — хедлайнер «реального» Роман Жук, інші проекти розкидані залами Музею ідей, галереї «Дзиґа» та фотоклубу «Ч.Б 5х5».

## Організатори
Інститут Актуального Мистецтва, Мистецьке об'єднання «Дзиґа»